# Black List (BARBEE BOYSのアルバム)
『Black List』（ブラック・リスト）は、BARBEE BOYSが1988年3月21日にEPIC・ソニーからリリースしたリミックスベスト・アルバム。

## 背景
1stアルバム『1st OPTION』と2ndアルバム『Freebee』の楽曲を中心に収録され、ラリー・アレキサンダーによるリミックスが施されたベスト・アルバムとなっている。

## リリース
1988年3月21日にEPIC・ソニーから、LPレコードとCT、CDの3形態でリリースされた。LPレコード盤はWジャケット仕様で2枚組、CD盤はデジパック仕様となっている。
1995年7月21日にCDのみ再リリースされ、2006年12月6日にSony Music DirectのGT musicレーベルから、LPレコード盤を再現したWジャケット仕様で、デジタルリマスタリングが施されたCDを2枚組で限定リリースされた。
2025年4月23日に、メンバー立ち合いのもとリマスターが施された音源で、Sony Music DirectのGREAT TRACKSレーベルからLPレコード、ALDELIGHTレーベルからBlu-spec CD2の2形態で同時にリリースされた。

## 収録曲

### LPレコード
| 全作詞・作曲: いまみちともたか、全編曲: BARBEE BOYS。 |                        |                  |                  |      |
| #                                                     | タイトル               | 作詞             | 作曲・編曲       | 時間 |
| 1.                                                    | 「C'm'on Let's go!」   | いまみちともたか | いまみちともたか | 2:50 |
| 2.                                                    | 「Blue Blue Rose」     | いまみちともたか | いまみちともたか | 3:12 |
| 3.                                                    | 「でも!?しょうがない」 | いまみちともたか | いまみちともたか | 4:24 |
| 合計時間:                                             | 合計時間:              | 10:26            |                  |      |

| 全作詞・作曲: いまみちともたか（#2のみ近藤敦）、全編曲: BARBEE BOYS。 |                        |                                    |                                    |      |
| #                                                                     | タイトル               | 作詞                               | 作曲・編曲                         | 時間 |
| 1.                                                                    | 「暗闇でDANCE」        | いまみちともたか（#2のみ 近藤敦 ） | いまみちともたか（#2のみ 近藤敦 ） | 3:04 |
| 2.                                                                    | 「瞳の奥でまばたくな」 | いまみちともたか（#2のみ 近藤敦 ） | いまみちともたか（#2のみ 近藤敦 ） | 2:34 |
| 3.                                                                    | 「チャンス到来」       | いまみちともたか（#2のみ 近藤敦 ） | いまみちともたか（#2のみ 近藤敦 ） | 4:39 |
| 合計時間:                                                             | 合計時間:              | 10:17                              |                                    |      |

| 全作詞・作曲: いまみちともたか、全編曲: BARBEE BOYS。 |                                |                  |                  |      |
| #                                                     | タイトル                       | 作詞             | 作曲・編曲       | 時間 |
| 1.                                                    | 「小僧 - cryin' on the beach」 | いまみちともたか | いまみちともたか | 3:58 |
| 2.                                                    | 「もォ やだ!」                 | いまみちともたか | いまみちともたか | 4:08 |
| 3.                                                    | 「MIDNIGHT CALL」              | いまみちともたか | いまみちともたか | 4:06 |
| 合計時間:                                             | 合計時間:                      | 12:12            |                  |      |

| 全作詞・作曲: いまみちともたか、全編曲: BARBEE BOYS。 |                  |                  |                  |      |
| #                                                     | タイトル         | 作詞             | 作曲・編曲       | 時間 |
| 1.                                                    | 「帰さない」     | いまみちともたか | いまみちともたか | 4:33 |
| 2.                                                    | 「負けるもんか」 | いまみちともたか | いまみちともたか | 3:09 |
| 3.                                                    | 「ダメージ」     | いまみちともたか | いまみちともたか | 4:01 |
| 合計時間:                                             | 合計時間:        | 11:43            |                  |      |

### CT
| 全作詞・作曲: いまみちともたか（#5のみ近藤敦）、全編曲: BARBEE BOYS。 |                        |                                  |                                  |      |
| #                                                                     | タイトル               | 作詞                             | 作曲・編曲                       | 時間 |
| 1.                                                                    | 「C'm'on Let's go!」   | いまみちともたか（#5のみ近藤敦） | いまみちともたか（#5のみ近藤敦） | 2:50 |
| 2.                                                                    | 「Blue Blue Rose」     | いまみちともたか（#5のみ近藤敦） | いまみちともたか（#5のみ近藤敦） | 3:12 |
| 3.                                                                    | 「でも!?しょうがない」 | いまみちともたか（#5のみ近藤敦） | いまみちともたか（#5のみ近藤敦） | 4:24 |
| 4.                                                                    | 「暗闇でDANCE」        | いまみちともたか（#5のみ近藤敦） | いまみちともたか（#5のみ近藤敦） | 3:04 |
| 5.                                                                    | 「瞳の奥でまばたくな」 | いまみちともたか（#5のみ近藤敦） | いまみちともたか（#5のみ近藤敦） | 2:34 |
| 6.                                                                    | 「チャンス到来」       | いまみちともたか（#5のみ近藤敦） | いまみちともたか（#5のみ近藤敦） | 4:39 |
| 合計時間:                                                             | 合計時間:              | 20:43                            |                                  |      |

| 全作詞・作曲: いまみちともたか、全編曲: BARBEE BOYS。 |                                |                  |                  |      |
| #                                                     | タイトル                       | 作詞             | 作曲・編曲       | 時間 |
| 1.                                                    | 「小僧 - cryin' on the beach」 | いまみちともたか | いまみちともたか | 3:58 |
| 2.                                                    | 「もォ やだ!」                 | いまみちともたか | いまみちともたか | 4:08 |
| 3.                                                    | 「MIDNIGHT CALL」              | いまみちともたか | いまみちともたか | 4:06 |
| 4.                                                    | 「帰さない」                   | いまみちともたか | いまみちともたか | 4:33 |
| 5.                                                    | 「負けるもんか」               | いまみちともたか | いまみちともたか | 3:09 |
| 6.                                                    | 「ダメージ」                   | いまみちともたか | いまみちともたか | 4:01 |
| 合計時間:                                             | 合計時間:                      | 23:55            |                  |      |

### CD（1988年盤, 1995年盤）, Blu-spec CD2（2025年盤）
| 全作詞・作曲: いまみちともたか（#5のみ近藤敦）、全編曲: BARBEE BOYS。 |                                |                                  |                                  |      |
| #                                                                     | タイトル                       | 作詞                             | 作曲・編曲                       | 時間 |
| 1.                                                                    | 「C'm'on Let's go!」           | いまみちともたか（#5のみ近藤敦） | いまみちともたか（#5のみ近藤敦） | 2:50 |
| 2.                                                                    | 「Blue Blue Rose」             | いまみちともたか（#5のみ近藤敦） | いまみちともたか（#5のみ近藤敦） | 3:12 |
| 3.                                                                    | 「でも!?しょうがない」         | いまみちともたか（#5のみ近藤敦） | いまみちともたか（#5のみ近藤敦） | 4:24 |
| 4.                                                                    | 「暗闇でDANCE」                | いまみちともたか（#5のみ近藤敦） | いまみちともたか（#5のみ近藤敦） | 3:04 |
| 5.                                                                    | 「瞳の奥でまばたくな」         | いまみちともたか（#5のみ近藤敦） | いまみちともたか（#5のみ近藤敦） | 2:34 |
| 6.                                                                    | 「チャンス到来」               | いまみちともたか（#5のみ近藤敦） | いまみちともたか（#5のみ近藤敦） | 4:39 |
| 7.                                                                    | 「小僧 - cryin' on the beach」 | いまみちともたか（#5のみ近藤敦） | いまみちともたか（#5のみ近藤敦） | 3:58 |
| 8.                                                                    | 「もォ やだ!」                 | いまみちともたか（#5のみ近藤敦） | いまみちともたか（#5のみ近藤敦） | 4:08 |
| 9.                                                                    | 「MIDNIGHT CALL」              | いまみちともたか（#5のみ近藤敦） | いまみちともたか（#5のみ近藤敦） | 4:06 |
| 10.                                                                   | 「帰さない」                   | いまみちともたか（#5のみ近藤敦） | いまみちともたか（#5のみ近藤敦） | 4:33 |
| 11.                                                                   | 「負けるもんか」               | いまみちともたか（#5のみ近藤敦） | いまみちともたか（#5のみ近藤敦） | 3:09 |
| 12.                                                                   | 「ダメージ」                   | いまみちともたか（#5のみ近藤敦） | いまみちともたか（#5のみ近藤敦） | 4:01 |
| 合計時間:                                                             | 合計時間:                      | 44:38                            |                                  |      |

### CD（2006年盤）
| 全作詞・作曲: いまみちともたか（#5のみ近藤敦）、全編曲: BARBEE BOYS。 |                        |                                  |                                  |      |
| #                                                                     | タイトル               | 作詞                             | 作曲・編曲                       | 時間 |
| 1.                                                                    | 「C'm'on Let's go!」   | いまみちともたか（#5のみ近藤敦） | いまみちともたか（#5のみ近藤敦） | 2:50 |
| 2.                                                                    | 「Blue Blue Rose」     | いまみちともたか（#5のみ近藤敦） | いまみちともたか（#5のみ近藤敦） | 3:12 |
| 3.                                                                    | 「でも!?しょうがない」 | いまみちともたか（#5のみ近藤敦） | いまみちともたか（#5のみ近藤敦） | 4:24 |
| 4.                                                                    | 「暗闇でDANCE」        | いまみちともたか（#5のみ近藤敦） | いまみちともたか（#5のみ近藤敦） | 3:04 |
| 5.                                                                    | 「瞳の奥でまばたくな」 | いまみちともたか（#5のみ近藤敦） | いまみちともたか（#5のみ近藤敦） | 2:34 |
| 6.                                                                    | 「チャンス到来」       | いまみちともたか（#5のみ近藤敦） | いまみちともたか（#5のみ近藤敦） | 4:39 |
| 合計時間:                                                             | 合計時間:              | 20:43                            |                                  |      |

| 全作詞・作曲: いまみちともたか、全編曲: BARBEE BOYS。 |                                |                  |                  |      |
| #                                                     | タイトル                       | 作詞             | 作曲・編曲       | 時間 |
| 1.                                                    | 「小僧 - cryin' on the beach」 | いまみちともたか | いまみちともたか | 3:58 |
| 2.                                                    | 「もォ やだ!」                 | いまみちともたか | いまみちともたか | 4:08 |
| 3.                                                    | 「MIDNIGHT CALL」              | いまみちともたか | いまみちともたか | 4:06 |
| 4.                                                    | 「帰さない」                   | いまみちともたか | いまみちともたか | 4:33 |
| 5.                                                    | 「負けるもんか」               | いまみちともたか | いまみちともたか | 3:09 |
| 6.                                                    | 「ダメージ」                   | いまみちともたか | いまみちともたか | 4:01 |
| 合計時間:                                             | 合計時間:                      | 23:55            |                  |      |

## 参加ミュージシャン
BARBEE BOYS are...
- Atsushi Kondo : Vocals, Saxophone
- Kyoko : Vocals
- Toshiaki Konuma : Drums and Vocals
- Enrique : Bass
- Tomotaka Imamichi : Guitars and Vocals

Remixed by Larry Alexander, Nobuhisa Kawabe